# メーテル

大泉アニメゲートに設置されているキャラクターモニュメント。

メーテル（Maetel）は、松本零士作・原作の漫画及びアニメ作品『銀河鉄道999』（以下『999』）などの作品に登場する架空の人物で本作品のヒロイン。アニメのオリジナルキャストは池田昌子。

## キャラクター概要
星野鉄郎を銀河超特急999号での旅へと導き、共に旅をする謎の美女。母親は、機械帝国の女王プロメシューム。父親は、反機械化世界を目指している ドクター・バン。母プロメシュームの命により「機械化惑星を強化する部品とすべく、鉄郎を始めとする数多くの意思強固な青少年たちを集める」という役目を担っていた。だが、それは同時に父親のバンによる「機械化惑星を破壊すべく、多数の同志をその中心部へ送り込む」という作戦のための行動でもあった。この相反する2つの目的を同時に背負いながら鉄郎と旅をしている。
劇場映画第2作『さよなら銀河鉄道999』において、出身が惑星ラーメタルであることが判明した。数万年に近い寿命を持つラーメタル人だが、その肉体は冥王星の氷の下に封印されているとみられる（後述）。
漫画版・テレビ版・劇場版のいずれの作品でも、鉄郎との旅が終わっても自身の旅は終わることがなく「永遠に終わることのない時間の中を旅する存在」とされている。

## 性格・人物
「落ち着いた大人」「妖艶でミステリアス」「理知的で物静か」な雰囲気を纏う女性だが、虚勢を張り真の勇気を持たぬ者、傲慢な者、生命を軽んじる者には怒りを表し、時には激情にかられる描写もある。
プロメシュームにとっては母親思いのよき娘であった。テレビ版の描写では、宇宙を支配しようと考える者であれば誰でもその名を知っているとされる。車掌からは「特別なお客様」と明言されている。その影響力は各星系により相違があるようで、一般客同然にパスの再発行を冷たく断られたりすることもあれば、ダイヤ絶対主義の999が、メーテル一人のために発車を遅らせることすらある。太陽系を離れ機械帝国の勢力圏であるアンドロメダに近づくほど影響力は強まる傾向にある。
劇場映画第2作『さよなら銀河鉄道999』では正式にプロメシュームの名を継ぎ機械帝国の女王となった。小説版および漫画版の『アルティメットジャーニー』では正式名「メーテル・プロメシューム3世」とされている。
本人曰く「私はヘマはやらないわ」（単行本第1巻より）とのことだが、セキュリティには無頓着なところもあり、様々な惑星でパスやトランクの盗難・紛失のトラブルに見舞われている。
メディア毎の作品性やターゲット層の違いにより、原作・テレビ版・劇場版でメーテルの性質はやや異なったものとなっている。原作のメーテルは素っ気ない物言いや過激なことを言うことが度々あり、淑やかな物腰のアニメ版に比べてぞんざいな感じが見られる。また、ぼやき屋の一面もあり、鉄郎や車掌にも結構キツイ調子で小言や文句を言う場面がある。テレビ版は対象が低年齢層であることから母性的な面や優しさが強調されており、トラブルに見舞われて困り果てたり怯えるような場面も見られる。劇場版は鉄郎の年齢が引き上げられたのに合わせてヒロインとしての儚さが強調されており、激情に駆られたり武器を持って戦うようなシーンは控えめになっている。

## 容姿・服装
松本零士の作品に登場する美女たちに共通する、長い睫毛に切れ長の目、瞳の色はブラウン。腰まで伸びた金髪（光沢のある亜麻色）が特徴。作中では、憂いを帯びた表情や寂しげな微笑みを浮かべていることが多い。細身の肢体の肌には目立つような傷や黒子はない。膝下丈の長袖ワンピース、首周り・袖口・裾にファーをあしらったケープ付きコートをまとい、靴はロングブーツ。アストラハン帽子を常にかぶっている。いずれもカラーは黒で統一されるが、これは彼女の弁によれば「喪服」としての意味合いを持つためである。
『メーテルレジェンド』や『ニーベルングの指環』などの幼少期を描いた作品では表情に陰りは見えず、普通に笑顔を見せる美少女だった。当時は白いファーを着用していたが、その後、「母が機械化により心を失う」「機械帝国崩壊のために身を捧げた少年たちの運命を背負う」といった出来事を体験するにつれ、その色も青（『コスモウォーリアー零』）や赤（『宇宙交響詩メーテル』）、黒へと変わっていった。
松本はOVA『メーテルレジェンド 交響詩 宿命』の特典映像でのインタビューでピンク色の服を着たメーテルも描いていることを発言している。ピンク色の服は幼少女期の服装という設定らしいが、ピンク色の服を着たメーテルのデザインは現在まで公表されていない。
遵って、時系列的には「ピンク色 → 白色 → 黒い縁の入った赤色（ワインレッド） → 青色 → 黒色」と変遷したとされている。
しかし『メーテルレジェンド 交響詩 宿命』では、黒い縁の入った赤色や青色の服を飛び越し、白色から直ちに黒色に変わっている。
ホテルなどでくつろぐ際にはロング丈のワンピース、高温の惑星では黒ビキニを着用することが多い。下着に関しては原作最終回における鉄郎との別離の際の発言から、「カモフラージュランジェリー」なるものを普段は着用していたようである。
容姿や服装など、原型と見られるキャラクターには『999』連載開始の1977年から9年前となる1968年に松本が少女漫画雑誌に執筆した短編『ナターシャ』（講談社『なかよし』1968年1月増刊号掲載）のヒロイン・ナターシャと『火の森のコーシカ』のヒロイン・コーシカ（小学館『少女コミック』1968年12月号増刊号掲載）が挙げられる。
メーテルの原型となった少女が着ている服装は「黒い縁の入った赤い服 ＋ 黒い帽子」であり、『宇宙交響詩メーテル 銀河鉄道999外伝』時代のメーテルの服装と同一である。
島崎譲作画による原作エターナル編のリブート版的作品になる『銀河鉄道999 ANOTHER STORY アルティメットジャーニー』では、惑星「大地球」の銭湯で荷物と一緒に服も盗まれた際に、銭湯で貰った「湯」の字柄の浴衣や、住み込みで雇ってもらったラーメン屋で働くのに亡くなった娘さんの服を借りて「黒の長袖シャツとブルージーンズの上に花柄のエプロンを羽織り長髪をリボンで束ねる」という出で立ちを披露している。この長袖シャツとブルージーンズの組み合わせは、メーテルの母親の雪野弥生ことプロメシュームが地球でラーメン屋の娘として生活していたときの出で立ちと同じである。

## 能力・技能など
惑星「ヤミヤミ」で人工太陽を打ち上げようとしていた女性・レランは、メーテルの頭脳が持つ能力を「そう宇宙にない」と高く評価。自分の家に監禁したメーテルの頭脳とコンピューターを連結させ、打ち上げを成功させた（「ヤミヤミの姉妹」）。また、メーテルは999のコンピューターと自分の頭脳を連動させ、惑星「好奇心」の子供である二つの月を自滅させている（「好奇心という名の星」）。
武器の扱いに長けており、重力サーベルを取れば女海賊エメラルダスと互角に戦い、鞭を取れば宇宙一といわれるほどの達人である。射撃の腕前にも優れ、早撃ちのプロフェッショナルの機械化人と行った早撃ち対決で勝利している（「プロフェッショナル魂」）。
酒豪。本人曰く「いろんなお酒を飲んだ経験がある」とのこと。水瓶いっぱいに入った「宇宙で一番強い酒」といわれる惑星サイレンのラム酒をこともなげに飲み干し、マントで素顔を隠したハーロックに感嘆の声を上げさせている（「時間城の海賊」）。
「C62の反乱」における999車内でのレクリエーション大会の際にはフラメンコギターでフラメンコを弾いた。テレビ版の最終回では、鉄郎と別れる際に日本語でしたためた達筆の手紙を残している。
身体能力にも優れ、TV版「停時空間のかじられ星」では空中で宙返りを繰り返しながら警備兵のレーザーを全て避け、エターナル編冒頭では鉄郎を繋いでいたエターナル合金製の鎖を「素手で引き千切った」模様である。
『銀河鉄道999 ANOTHER STORY アルティメットジャーニー』では、コスモクリスタル溶液で固められて閉じ込められた際に、自身を素粒子レベルで分解してエネルギー解放することでマイクロビッグバンとも呼べる大爆発を起こして脱出している。その後、分解して宇宙に散り散りになった実体は、エネルギー解放した宙域で鉄郎がメーテルの名前を呼ぶのに応じて再構成されて復活するが、エネルギー解放したことについては記憶がないため、自分の意志では発動できない能力と思われる。暗黒宇宙の女王ダークィーンはメーテルを「宇宙を破壊するに匹敵するエネルギーを秘めている」と見立てている。
同作ではまた、惑星「大地球」でパスを含む荷物一式を盗まれてラーメン屋に住み込みで雇ってもらった際に「看板娘」となり、メーテル目当てで押し寄せた膨大の客を非常に要領よく捌くという能力も見せている。ちなみにこの時はよほど充実していたのか、夜に住み込み部屋で窓際に佇みながら「鼻歌」を歌って鉄郎を驚かせた。

## 武装・所持品
ペンダント
父であるドクター・バンの魂を封じ込めたカプセルが付いたペンダントで、メーテルに指示を下す謎の声の正体。機械化惑星を破壊する威力を持つ。
テレビ版では終着駅・惑星プロメシューム都心部から離れた巨大なクリスタルの結晶が無数にそそり立つ場所があり、それを模した建物の一室にペンダントが安置されている。またデザインも色々と異なる。
トランク
着替えや列車の運行表など旅に必要なものが入っているが、布を被せてトランクを開けても中に何が入っているかわからないようにしている。トランクの中身をゆっくり見たことのない鉄郎に、メーテルは「旅が終わったら見せてあげる」と語ったが、原作・テレビ共にその約束は果たされなかった。基本的に荷物は身に付けているものだけであり、“大旅行に出るのに持ち物は身辺のものだけ”と不審がる鉄郎に対しては「プロの旅人（トラベラー）はそれでいい」と発言している。
原作の最終回において、通信装置としての機能を持ち、プロメシュームとの会話に使用されていたことが判明した。「フライング・クロ」（テレビ版では96・97話）にて、トランクの中を覗いた機械化人の高官が自殺しており、この原因について宝島社『銀河鉄道999 PERFECT BOOK』には「プロメシューム関連と推測される」と記述されている。この回では、特殊な方法で施錠されていた。
なお、「プレーテッドシティの魔女」を映像化したテレビ版34話では、鉄郎はトランクが開いた際にバンの声を聞き、通信機能があると推測していた。また、「かげろう星の文豪」では、生体レーダーの機能を備えているのが確認できる。
この他に物取りなどに荒らされてトランクの中身が散乱する場面が度々登場する。
電撃鞭
壁を破壊できるほどの威力を持ち、収納時は30cmほどになる。物語序盤の冥王星でシャドウの魔の手から鉄郎を救うのに使用したほか、テレビ版80話でのニセハーロックとの戦いでは形状が剣に変化するタイプも使用している。
指輪
強力なビームを放つ指輪で、相手に拳を向けて使用する他にコンパクトの鏡にビームを反射させて背後の相手を攻撃することもできる。テレビ版の放映が始まる前の1978年7月に掲載されたエピソード「沈黙の聖地」で使用。テレビ版では下記のビームガンよりも使用頻度が高く、鞭と併用して使われることが多かった。ただし、999号で鉄郎と穏やかに対峙したり食事をしている場面などでは、指輪を着用している描写はほぼ見受けられない。
小型銃
十四年式拳銃に似たデザインのビームガン（宇宙戦艦ヤマトでも似た形式の銃が登場している）。早打ちのガンマンとの対決で使用したほか、水着姿でも携帯している。
次元反動銃
未来的なデザインをした大型銃で、「装甲惑星」で使用。劇中で戦士の銃よりも破壊力のある銃と設定されたが、その後は登場していない。
重力サーベル
クイーン・エメラルダス号内でエメラルダスの代理を務めていたアンドロイドや、原作におけるニセハーロックとの対決で使用。『宇宙交響詩-』でもエメラルダスやプロメシュームとの対決で使用している。
このほか、惑星アレイで鉄郎の戦士の銃を借り、ショックガンのように使って相手を気絶させたことがある。また、「二重惑星のラーラ」ではトランクに大小様々な銃を収納しているのが確認できる。
※ 以下はアニメで登場したもの。
ドリームセンサー
眠っている人間の夢を見る道具で、劇場版第1作冒頭において鉄郎の夢を見るのに使用された。二つ折りの四角いシガレットケースのような形状をしている。開くと右側には使用する対象の夢を映し出すモニターが、左側には多数の操作ボタンが配置されている。中に収納している小指の先ほどの小さなシートを相手の額に付けて使用する。
イヤリング
テレビ版第1話および劇場版第1作の冒頭などで使用。耳から外して相手に投げつけると強烈な光と煙を放ち、閃光弾として用いる。「化石の戦士」（テレビ版第13話）では“いよいよのときに使うように”と鉄郎に1つ渡している。
通信機
テレビ版105話で使用された手の平サイズの通信機。テレビ版では終着駅に着くまでペンダントを所持していないためバンとの会話に使用。このほかにも「アンドロメダの雪女」を映像化した90話では通信室を使用して会話を行うなど、原作にはないバンとの会話シーンが追加されている。
※ 以下はエターナル編で登場したもの。
クレジットカード
冥王星のホテルでメーテルが外出する際に支払いに使うよう鉄郎に預けたカード。時空を隔てた全宇宙のどの時代にでも通用する宇宙語で書かれている。メーテルのサインも宇宙語で書かれているが、今の太陽系内では誰も解読できないので適当に真似して書けば請求書が自分のところに来るとのこと。
※ 以下は『銀河鉄道999 ANOTHER STORY アルティメットジャーニー』で登場したもの。
ラインの指環
鉄郎から「左手の薬指」に捧げられた指輪状のラインの黄金の欠片。中央にドクロマークのような紋様がある。あまりにも輝きが強いため通常はコートのポケットに入れており、光を放つことで他人の夢の中に誘導されたり悪夢を吹き飛ばしたりと様々な効果を発揮する。

## メーテルの体について
体に関しては謎も多く、生身の人間なのか、機械化人なのか、どちらでもない特殊な存在なのか、原作およびテレビ版や映画において様々な描写がされており、明確にはなっていない。ただ、人としての食事、入浴、睡眠は日常的に行っている。
作中では下着姿、水着姿、裸体などを鉄郎や読者に披露しており、素晴らしい生身の身体を持った美人であるように見える。が、「かげろう星の文豪」においてメーテルの美しさから鉄郎のパスを奪おうとした後、メーテルを道連れに自殺しようとした世井正雪はメーテルがコートをはだけて見せた「ほんとうの私」（鉄郎は外に出され、読者にはコートで隠された後ろ姿で判らない状態）の姿を見て「悪夢を見ていたらしい」と星から出ることをあっさりと諦めている。その他、同じく身体を見せられて恐怖に慄く者にテレビアニメ版第91話「アンドロメダの雪女（後編）」に登場するスノーロックがいる。
盗賊アンタレスから、生身の人間であることの証明に骨格のレントゲン映像を撮られているが、原作のアンドロメダ編最終話では下着にカモフラージュ機能があることが明かされた。劇場版第1作の藤川桂介によるノベライズ版（朝日ソノラマ版）では、ドクター・バンのペンダントが持つ特殊な力によってレントゲンに骨格を映し出したとされている。
「迷いの星の影（シャドウ）」では、冥王星にて本当の自分の身体と思しきものを見て涙している。メーテルに恋慕し、彼女から「本当の姿」として裸体を見せられた相手の恋心が一瞬にして醒める場面がある。鉄郎にも別離の際に見せようとしたが彼はそれを拒んだ。
劇場版第1作では「母プロメシュームから「宇宙一美しい体」として鉄郎の母・星野加奈江の若い頃のそれを与えられた」とされ、鉄郎の母のクローンである可能性を示唆するものとなっている。そのため、メーテルがクローンなのか、鉄郎の母とどういう関係にあるのかなど、ファンから電話で問い合わせがあったという。また、「母から貰った体が年をとれば別の体をうつしかえて、果てしない時間の中を旅して来た」とも語っており、以前から老化に応じて肉体を交換してきたことを明かしている。なお、彼女が鉄郎の母に生き写しであることについては、原作及びテレビ版では謎とされていた。
劇場版1作目では分身として惑星メーテルがあり、原作では巨大な機械の生首となっている母・プロメシュームの背面にメーテルの顔が配置されている。原作でメーテルはこのプロメシュームの背面にある顔を「分身」と呼び、分身のメーテルは「かよいあう同じひとつの心をもったふたつの存在」と語っていることから、生身の体と機械の体双方で人格を共有していることが判明している。背面にあるメーテルの分身を介してメーテルの考えや行動がプロメシュームに伝わっていた。
劇場版1作目のラストで鉄郎と別れる際に、冥王星にあると思しき元の体に戻ることを示唆し、たとえ再会して鉄郎の傍にいても彼が気づくことはないだろうとする旨を語ったが、続編である映画2作目では変わらぬ姿で登場した。作中で元の体に戻らなかった理由については語られていない。原作エターナル編では冥王星の氷の下に保存されている「私」に還らない限り無限の命を持つ存在であることが本人の口から語られている。
劇場版第1作の公開から1年後、原作者の松本はインタビューで「メーテルは“人間”です」と答えている。それを裏付けるように、映画2作目終盤に登場する「機械化人を含めたあらゆる機械が持つ機械エネルギー」に対して吸引力が作用する大暗黒彗星サイレンの魔女の影響を受けていない。こうしたことから少なくとも映画では生身の人間であるとされているものの、前述のように原作ではそれだけでないように描かれており、依然として謎は残っている。
原作エターナル編では依然として「本当の姿」を披露するシーンが登場する。また火だるまになっても服が燃えるだけで平然としていられたり、メーテルが入浴すると浴槽に星の海が広がるような描写も見られる。
宇宙一とも称される美しい肉体はしばしば狙われる。「海賊船クイーン・エメラルダス」では、病に倒れたエメラルダスに代わって船の指揮を執るアンドロイドが、劇場版第2作では999号のウェイトレスを勤める機械化人・メタルメナが、それぞれメーテルの体を奪おうとした。
なお『レジェンド』において、メーテルそっくりの顔をした『新竹取物語 1000年女王』のヒロイン、雪野弥生と『999』のプロメシュームが同一人物という設定が明確にされた結果、『レジェンド』が発表された2000年以降は、機械化人になる前のプロメシュームの容姿をメーテルが受け継いだと解釈されている。

## キャラクターとしてのメーテル
原作においては少年誌向けの「サービスカット」としてヌードなどを披露しているが、テレビ版及び映画版では低年齢視聴者への配慮からこうした描写が一部カットされた。
キャラクターの知名度を利用したPRなどが行われている。松本は映画『わが青春のアルカディア』公開前のインタビューで「1シーンだけメーテルが登場する」と発言し、その続編となるテレビアニメ『わが青春のアルカディア 無限軌道SSX』放送開始前のインタビューでも「テレビでは出る可能性もある」と語っているが、結局登場はなかった。ただし、『SSX』ではメーテルの登場が予定されていたため、第1話にコードナンバー「X-999」と呼ばれるメーテルらしき女性のシルエットが登場している。『1000年女王』映画版でのテレビCMにおけるキャッチコピーは「1000年女王は、メーテルなのか?」だったが、「弥生とメーテル」「『999』と『1000年女王』」それぞれの関連性は映画では明確にされなかった。
松本が永らく居住し、名誉区民にも選定されている練馬区では、2012年8月1日から、原動機付自転車のナンバープレートに「さよなら銀河鉄道999」のイメージイラストのメーテルを描いたオリジナルプレートを製作。枚数限定で交付した。 2015年4月、大泉学園駅北口に直結するペデストリアンデッキに併設する「大泉アニメゲート」に練馬区ゆかりの漫画家の作品のキャラクターを模したブロンズ像が設置された。松本零士の作品からはメーテルと星野鉄郎が採用された。
『北九州市漫画ミュージアム』の開業に伴い、メーテル及び星野鉄郎、『宇宙海賊キャプテンハーロック』のハーロックのキャラクター銅像3体を製作、設置されることが明らかになった。2012年8月3日、北九州市漫画ミュージアム開業セレモニーの場において松本らの手により、銅像も除幕式が行われ披露された。

## モデル

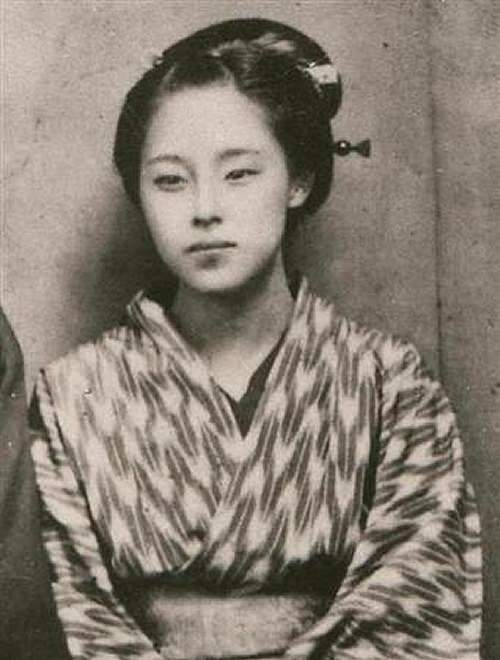
楠本高子。1872年（数え21歳、満年齢20歳の時）に撮影

2006年8月に松本零士本人がゲスト出演した文化放送『くにまるワイド ごぜんさま〜』にて語るところによると、メーテルそっくりの親類（松本とは血縁関係はない）の写真が菩提寺より最近発見されたという。フランス人のクォーターで松本が生まれた1938年に亡くなっていることについて因縁めいた話をしており、それによるとメーテルのモデルは、松本の6代前の先祖が持っていた「楠本高子（シーボルトの孫娘）」の写真だという。しかしシーボルトはフランス人ではなくドイツ人(日本滞在時はオランダ人と偽っていた)であり、楠本高子はドイツ人のクォーターである。スターシャなど松本の描く美人に共通するモチーフになっているとも言うが、松本本人のインタビューでは高校生時代の同級生がモデルであると言っている時期がある。このほか、「メーテル」という理想の女性像にたどりつくまでは八千草薫の写真を模写し自分好みの陰影をつけた絵を、お守りにしていたとも語っている。
その後のテレビ放送のインタビューで松本は「メーテルのモデルは加藤登紀子」とも語っており、モデルとされる人物は時期によって異なる。
2017年10月の『アニメージュ』のインタビューでは映画『風と共に去りぬ』のスカーレット・オハラや『我が青春のマリアンヌ』のヒロインであるマリアンヌのイメージも入っていることを述べている。ここでは前述の楠本高子や八千草薫の名前も挙げている。さらに2007年頃に松本の同級生が発見したという銀盤写真の女性が、松本がお守りにしていた八千草薫の写真とそっくりだったことも挙げて「不思議な不思議な縁」「何十億年も前からの遺伝子の記憶が美人を描かせてくれた」という考えを述べている。
なお、松本の妻で漫画家の牧美也子がモデルではないか、との説について松本はこれを明確に否定している。

## 設定の変遷
1990年代以降の松本による設定変更などに伴い、彼女の母・プロメシュームは『1000年女王』のヒロイン・雪野弥生（ラーメタル名ラー・アンドロメダ・プロメシューム）と同一人物とされている。また、かつては一人娘という設定だったが、エメラルダスが双子の姉ということになった。これに伴い、『宇宙交響詩-』などの近年の作品ではエメラルダスは母に反発し、袂を分って機械化世界への抵抗を続ける宇宙海賊の一員となった、とされている。
これにより『999』映画2作目での、プロメシュームが語る「ラーメタルに城を建てて暮らしていたが、人という人に裏切られメーテルと共に宇宙船でラーメタルを脱出した後、アンドロメダ大星雲中心部付近の石ころのような惑星に辿り着いた」というメーテルの過去と、1990年代以降に発表された作品で描かれる彼女の過去とは整合性の取れないものとなっている。
さらに『アルティメットジャーニー』では、「本来は姉のエメラルダスが女王の座を継ぐ存在だったが、人に従う事が嫌いで気の強いエメラルダスにプロメシュームの野望に準じる生き方などとてもできないというドクター・バンの判断から宇宙に解放され、メーテルをプロメシュームの世継ぎとしつつ、ドクター・バンとエメラルダスに護られながら生きた星の構成部品となる同士を集める役回りにした」という設定に整理されている。

## 声優
- 池田昌子（『銀河鉄道999』テレビシリーズ、映画版3作品ほか）
  - 『メーテルレジェンド』、『宇宙交響詩メーテル 銀河鉄道999外伝』では、モノローグを担当。テレビアニメが制作される際、原作者・松本零士の弁によればフランス映画『わが青春のマリアンヌ』の吹き替え版でヒロイン・マリアンヌの声を吹き替えをしていた池田の声を念頭において決定したという（池田の項も参照）。その一方で松本は田島令子を希望し、プロデューサーの横山賢二は松坂慶子を考えていたとする資料もある[28]。
- 雪野五月（OVA『メーテルレジェンド』、テレビアニメ『宇宙交響詩メーテル』テレビアニメ『コスモウォーリアー零』）
- 吉田理保子（キリン・ラジオ劇場版ラジオドラマ）[28]
- 倉野章子（NHK版ラジオドラマ）

このほか、テレビアニメ放送当時の『999』関連イベントで、会場に鉄郎役の野沢雅子のみで池田が不在だった際に参加者をメーテル役に挑戦させた事があった。この時参加した小学生が林原めぐみだった。
もうひとりのメーテル
12巻3話「メーテルの旅」にて、別の時間軸のメーテルが登場。この話を元にしたアニメやゲームでは以下の声優が担当。
- 佐久間あい（『銀河鉄道999』テレビシリーズ第109話・第110話）
  - 『999』テレビ版の「メーテルの旅」前後編で演じている。クレジット表記は別のメーテル。

- 池田昌子（プレイステーション用ゲーム『松本零士999 〜Story of Galaxy Express 999〜』）
  - 『松本零士999』では、二人のメーテルの声を池田が一人で担当している。

泥のメーテル
- テレビアニメ第18話「泥のメーテル」にて、「メーテル」の名を持つ女性が登場する。
- 小原乃梨子
  - もともとは普通の人間であったが、長年に亘って泥の中で生活してきたことで身体の構造が泥のように変質してしまっており、泥の中でなければ生きられない身体になっていた。鉄郎に好意を寄せ、一緒に暮らしたいと考えたが叶わず、最期は身体が崩壊して死亡した。深緑の髪でピンクのシャツを着ており、容姿は全く似ていない。

## 補足・その他
- メーテルの名前の由来は、ギリシア語の「メーテール」（母）[29]と「メーター（機械）」を掛け合わせたものとしている。ただし、これは後日になって改められた由来であり、原作執筆を始めた1978年時点においては『青い鳥』の著者モーリス・メーテルリンクから名前を取ったと松本零士は説明していた[30]。また、1953年の第2回ミス・ユニバース世界大会で日本の伊東絹子やアメリカのマーナ・ハンセンらを抑えて優勝したフランス代表、クリスティアン・マルテルの姓（Martel、英語読みはマーテル）にも類似するが、これに言及された資料は無い（雪野弥生#補足も参照）。
- 「明日の星」で鉄郎とその星のアパートに下宿することになった際には、鉄郎の姉ということにして星野芽衣子（ほしの めいこ）という名前を使用している（「大四畳半惑星の幻想」）。
- 松本作品において、メーテルをはじめとしたヒロインの多くが長い髪をしている理由について松本は、「漫画でヌードを描く場合に髪の毛で衣装のように隠すことができることと、昔からのあこがれ」とコメントしている[31]。
- メーテルを形容する言葉として “青春の幻影”や“謎の美女”というものがよく使われる。
- メーテルの両親が対立していて、娘は母親に忠実でありながら裏では父親の側に寝返っており、また主人公と親子であり恋仲でもあるという設定は、松本が大ファンであるリヒャルト・ワーグナーの楽劇『ニーベルングの指環』と全く同じであるという指摘もある[32]。
- 企業や自治体などのPRにたびたび利用されており、松本の郷里である福岡県に2006年開港した北九州空港に案内嬢としてメーテルのロボットが設置された[33]。
- 2006年6月24日よりサントリーフーズの清涼飲料水「DAKARA」のCM『よからぬブルース メーテル』篇、2021年3月にはミネラルウォーター「サントリー天然水 スパークリング 贅沢しぼり」のキャンペーンにも起用された。
- 2012年8月3日、松本が在住している練馬区大泉学園の新たなマスコットキャラクター「ゆめーてるちゃん」をデザイン、発表した。このキャラクターはメーテルの祖先にあたり、現代に生きる小学生という設定。キャラクターに関する版権その他は「地域活性化のためになるなら」と無償提供されている[34][35]。
- メーテルに似た女性を応募するコンテストも行われている。アニマックスで2008年9月よりテレビ版の放送が開始された際には、「ミス銀河鉄道999 〜あなたの選ぶメーテル〜」が、パチンコ機『CRびっくりぱちんこ銀河鉄道999』が2011年8月からリリースされた際にはそれを記念して「ミス・メーテルコンテスト2011」が行われ、これらのイベントには審査員として原作者の松本も出演している。
- 2018年8月17日からdTVで配信されたWebドラマ『銀魂2 -世にも奇妙な銀魂ちゃん-』に山本美月が演じるメーテルが登場する[36]。なお、山本がメーテルに扮するのは2回目で、『銀魂2』と同じく福田雄一が脚本を担当した2014年のテレビ東京系ドラマ『アオイホノオ』第10話でも、メーテルに扮していた[37]。
- 2021年3月、沖縄県の酒造メーカー、ヘリオス酒造のクラフトビール「メーテルのヴァイツェン」を発売。メーテルがデザインされたオリジナル缶は東映アニメーションが描きおろした。
- 2021年4月9日からテレビ東京系列で放送されていたアニメ『新幹線変形ロボ シンカリオンZ』には北海道長万部町に住む小学5年生の少女で「シンカリオンZ H5はやぶさ」「シンカリオンZ H5ホクト」の運転士として、メーテルをモチーフにした「月野メーテル」が登場している[38]。担当声優は『宇宙交響詩メーテル 銀河鉄道999外伝』や『メーテルレジェンド』『コスモウォーリアー零』などで少女時代のメーテルを演じていたゆきのさつき（『宇宙交響詩メーテル 銀河鉄道999外伝』に出演していた当時の芸名は「雪野五月」、『メーテルレジェンド』『コスモウォーリアー零』に出演していた当時の芸名は「雪乃五月」）。
- NHKで放送されるTV番組『鉄オタ選手権』では関西地方を舞台とする回を中心にメーテルが登場する。演じているのは講談師の旭堂南鈴（鈴木富有子）である。